# Heydoniella
Heydoniella is een geslacht van vliesvleugeligen uit de familie van de bronswespen (Chalcididae). De wetenschappelijke naam van dit geslacht werd voor het eerst geldig gepubliceerd in 2003 door T. C. Narendran.

## Soorten
Het geslacht Heydoniella is monotypisch en omvat slechts de volgende soort:
- Heydoniella sarawakensis Narendran, 2003